# 波蘭第1軍團 (第二次世界大戰)
波蘭第1軍團（波蘭語：Pierwsza Armia Wojska Polskiego，縮寫1 AWP，或又稱貝林格軍團）是1944年由在蘇波蘭軍隊組成的一支野戰軍團，原為波蘭人民軍的第1軍。波蘭第1軍團組織上服從於波蘭最高統帥部、軍事行動上服從於蘇聯方面軍司令。波蘭第1軍團與白俄羅斯第1方面軍共同參與了蘇德戰爭的主要後期戰役，包括巴格拉基昂行動、維斯瓦河-奧得河攻勢、華沙起義與柏林戰役。

## 歷史
波蘭第1軍團前身為波蘭人民軍下轄的波蘭第1軍。1943年8月10日，蘇聯允許波蘭第1「塔德烏什·柯斯丘什科」步兵師擴編為軍，編有2個師、1個炮兵旅和1個裝甲旅、1個支援團、1個航空團、4個獨立營和支援部隊組成。1944年7月29日，波蘭第1軍改編為波蘭第1軍團，其屬下士兵多來自蘇聯入侵波蘭時抓獲的戰俘中招募的，也有高達75％的高階軍官、39％的低階軍官與技術人員為蘇聯人，而波蘭第1軍團踏上前波蘭故土後也以波蘭民族解放委員會名義大量招募當地波蘭人參軍。
1944年夏天，波蘭第1軍團以白俄羅斯第1方面軍的一部分於利沃夫-桑多梅日攻勢的蘇軍右翼部隊首次投入戰鬥，在苏军渡过维斯瓦河期间，於登布林和普瓦维一帶作戰。1944年9月，第1軍團占领华沙东部的普瓦維後渡過维斯瓦河，参与了华沙起义后期戰鬥，遭受了大量傷亡损失。
1945年1月收復華沙後，波蘭第1軍團參與維斯瓦河-奧得河攻勢，往比得哥什推進，之後又於波美拉尼亚地區作戰，並突破了德軍的「波美拉尼亚防線」，3月又攻佔科爾貝格要塞。1945年春天，已有78,556名士兵的波蘭第1軍團被重新部署到奥得河前线，为苏联的最后攻势做准备。波兰第2军團也在此時加入戰鬥，兩支波蘭軍團合計兵力為進攻柏林總兵力的10％。4月16日，波蘭第1軍團渡河開始該戰役，在整場柏林戰役中，波兰第1军團伤亡人数超过10,400人。1945年8月22日，波蘭第1軍團解散，屬下單位編入波蘭人民共和國軍隊下。

## 戰鬥序列
1945年戰爭結束時波蘭第1軍團編有下列單位：
- 第1步兵師（英语：Polish 1st Tadeusz Kościuszko Infantry Division）（別名塔德乌什·柯斯丘什科師）
- 第2步兵師（英语：Polish 2nd Warsaw Infantry Division）（別名扬·亨利克·东布罗夫斯基師）
- 第3步兵師（英语：Polish 3rd Infantry Division (Traugutt)）（別名罗穆尔德·特劳古特（英语：Romuald Traugutt）師）
- 第4步兵師（英语：4th Infantry Division (Poland)）（別名扬·基灵斯基師）
- 第6步兵師（英语：6th Infantry Division (Poland)）
- 第1裝甲旅（英语：1st Armoured Brigade (Poland)）
- 第1騎兵旅
- 第1炮兵旅
- 第2榴彈炮兵旅
- 第3軍團炮兵旅
- 第5重炮兵旅
- 第13自走炮兵團
- 第1防空炮兵師
- 第4反戰車炮兵旅
- 第1工兵旅
- 第2工兵旅
- 第1迫擊砲旅

## 註腳
1. 1 2  Grzelak（2002年），第311页
2. ↑  Michta（1990年），第34页
3. ↑  Grzelak（2002年），第120页
4. ↑  Encyklopedia PWN
5. ↑  Zaloga（2013年），第27页
6. ↑  Grzelak（2002年），第295页
7. ↑  Grzelak（2002年），第121页